# Zetor 10540
Zetor 10540 – ciągnik rolniczy produkowany przez czeskiego producenta Zetor.
Jest najsilniejszym przedstawicielem serii ciągników UR III wprowadzonym do produkcji w 1995. W stosunku do pozostałych modeli serii URIII zastosowano w nim silnik Z1301 turbodoładowany wyposażony w chłodnicę powietrza doładowanego typu woda-powietrze. W 1996 roku zaczęto montować przednią oś napędową Carraro. Produkcję tego modelu zakończono, podobnie jak całej serii UR III, w 1998 roku.

## Dane techniczne
Ważniejsze dane techniczne ciągnika Zetor 10540 Turbo Intercooler: 
Silnik:
- Typ silnika: Zetor 1301 Turbo
- Rodzaj silnika: wysokoprężny, czterosuwowy z bezpośrednim wtryskiem paliwa
- Liczba cylindrów: 4
- Pojemność silnika: 4156 cm³
- Średnica/skok tłoka: 105/120
- Znamionowa prędkość obrotowa: 2200 obr./min
- Maksymalna prędkość obrotowa: 2460 obr./min
- Kolejność pracy cylindrów: 1-3-4-2
- Stopień sprężania: 17
- Moc znamionowa silnika według ISO 2288: 75,5 kW/103 KM
- Jednostkowe zużycie paliwa przy mocy znamionowej: 230 g/kWh
- Układ rozrządu: górnozaworowy
- Kąt wyprzedzenia wtrysku: 23+1°
- Filtr oleju: pełnoprzepływowy
- Filtr paliwa: jednostopniowy z wymiennym wkładem
- Filtr powietrza Sandrik 91050 mokry z elementem papierowym z cyklonowym filtrem wstępnym
- Typ pompy wtryskowej: Motorpal PP 4M 10K 1f 3195
- Typ regulatora: RV 3M 350/1100-3341
- Typ wtryskiwaczy: DOP 150 S 428-4104
- Turbosprężarka CZ Strakonice K27 3060G614
- Rozrusznik PAL Magneton 12V/3,5kW
- Alternator
- Smarowanie silnika ciśnieniowe z pompą typu Gerotor
- Sprzęgło jednostopniowe suche o średnicy tarczy 325mm sterowane hydraulicznie

Przekładnia:
- Liczba biegów przód / tył: 18 / 6  (3*2*(3/1) = żółw*reduktor*główna)
- Trójstopniowy wzmacniacz momentu
- Maksymalna prędkość jazdy: 38 km/h
- Synchronizatory Graziano

Przedni most napędowy:
- Asymetrycznie ułożony mechanizmem różnicowym z blokadą automatyczną typu nospin
- reduktory planetarne z trzema satelitami w kołach
- hydrostatyczny układ kierowniczy z tłokiem umieszczony na prawej stronie osi napędowej

Układ hamulcowy
- 4-tarczowy w kąpieli olejowej sterowane hydraulicznie
- Ciągniki o prędkości maksymalnej 40km/h wyposażone także w hamulec dyskowy suchy na wale napędowym przedniej osi

Układ hydrauliczny:
- Pompa zębata UC 16.02V o wydajności 40l/min przy ciśnieniu 16 MPa
- Opcjonalnie wyposażony w elektrohydrauliczne sterowanie EHR 4 Bosch z pompa zębatą UC 20.02V o wydajności 60l/min przy ciśnieniu 18 MPa
- Trójpunktowy układ zawieszenia kategorii II wyposażony w wysuwne końcówki ułatwiające zaczepianie
- Udźwig podnośnika 52kN/58kN(przy EHR)

Wałek odbioru mocy:
- Obroty tylnego WOM 540/1000/zależne
- Moc z WOM 68 kW
- sprzęgło WOM mokre wielotarczowe sterowane hydraulicznie

Wymiary i masy(opony przednie 380/70R24, tylne opony 480/70R38):
- Pojemność zbiornika paliwa: 160l
- Długość: 3956 mm
- Wysokość do tłumika z klapką / do kabiny: 2820 / 2689 mm
- Prześwit pod przednią osią: 415 mm
- Prześwit pod dolnym zaczepem transportowym: 343 mm
- Rozstaw osi: 2376 mm
- Wysokość WOM: 673 mm
- Masa: 4075 kg
- Masa obciążników dodatkowych przednich pod ramą / przed ramą: 122 / 240 kg
- Masa obciążników kół tylnych: 2+6 / 2+10: 230 / 350 kg
- Obciążniki przedniego TUZ 12 sztuk / okrągłe 16 sztuk: 260 / 490 kg

Inne:
- kabina Rostroj BK7520
- siedzisko Mars 5911-5400, opcjonalnie Grammer DS85H/90A, lub DS85H/3A, lub LS95H1/90AR